# 기예르모 오초아
프란시스코 기예르모 오초아(스페인어: Francisco Guillermo "Memo" Ochoa Magaña, 1985년 7월 13일 ~ )는 멕시코 과달라하라 출신의 멕시코 축구 선수이자 포지션은 골키퍼이며, 현재는 세리에 A의 살레르니타나 소속이다.
2014 FIFA 월드컵에서 주전 골키퍼로 참가해서 개최국 브라질, 아프리카의 강호 카메룬, 동유럽의 복병 크로아티아를 상대로 2경기 무실점을 비롯해 조별리그에서 단 1실점만을 허용하며 2014 FIFA 월드컵 조별리그 2차전 브라질전 최우수 선수(MOM), 조별리그 베스트 11에 올랐다. 비록 16강전인 유럽의 강호 네덜란드를 상대로 막판에 2실점을 허용하긴 했지만, 그 실점 전에 있었던 신들린 선방 덕에 2014 FIFA 월드컵 16강전 네덜란드전 최우수 선수(MOM)에도 선정되었다.

## 국가대표
2005년 12월 14일 헝가리와 친선전에서 국가대표 데뷔전을 치렀다. 그 경기는 멕시코가 2 - 0으로 이겼다.

## 수상
개인
- 2014년 FIFA 월드컵 맨 오브 더 매치 : vs. 브라질 (조별리그), vs. 네덜란드 (16강전)

## 정보
2014년 월드컵 브라질전에서 맹활약한 뒤 '손가락이 여섯 개'라는 사진이 SNS 공간에 유포되었으나 합성사진으로 밝혀졌다.

## 같이 보기
- A매치 100경기 이상 출전한 축구 선수 명단